# قدم جانبية

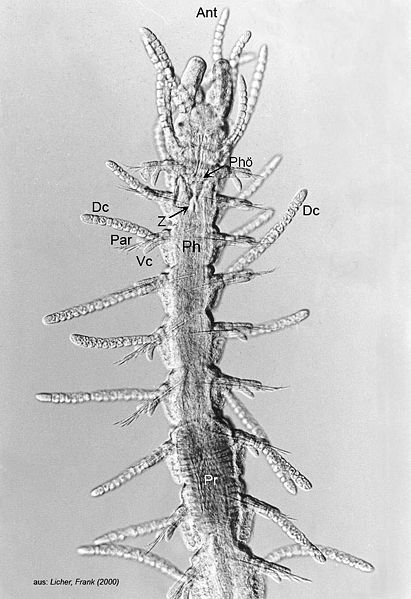
القدم الجانبية او شبه القدم من الاقدام الكاذبة التر تشكلت نتيجة لامتداد من تجويف الجسم

القدم الجانبية أو شبه القدم (بالإنجليزية: Parapodium)‏، نوع من الأقدام الكاذبة التي تشكلت نتيجة لامتدادا من تجويف الجسم. الشوكيات وبعض يرقات الحشرات لديها شبه قدم بالإضافة إلى أرجلهم، وهي توفر مساعدة إضافية عند الحركة.